# Filmographie de Michel Serrault
Cet article présente la filmographie de l'acteur français Michel Serrault.

## Filmographie

### Cinéma

#### Années 1950
- 1954 : Ah ! les belles bacchantes, de Jean Loubignac : le musicien à la trompette
- 1954 : Les Diaboliques, d’Henri-Georges Clouzot : M. Raymond, un instituteur du collège
- 1955 : Cette sacrée gamine ou Mademoiselle Pigalle, de Michel Boisrond : le second inspecteur
- 1956 : La vie est belle, de Roger Pierre et Jean-Marc Thibault : le démarcheur
- 1956 : La Terreur des dames ou Ce cochon de Morin, de Jean Boyer : un gendarme
- 1956 : Assassins et Voleurs, de Sacha Guitry : Albert Lecagneux, cambrioleur
- 1956 : Adorables Démons, de Maurice Cloche : Jacques Willis senior, détective privé
- 1957 : Le Naïf aux quarante enfants, de Philippe Agostini : Jean-François Robignac, professeur de lettres
- 1957 : Clara et les Méchants ou Bourreaux d’enfants, de Raoul André : la Parole, un ravisseur
- 1958 : Nina, de Jean Boyer : le mari de Nina
- 1958 : Oh ! Qué mambo, de John Berry : l’inspecteur Sapin
- 1959 : Messieurs les ronds-de-cuir, d’Henri Diamant-Berger : le conservateur du musée
- 1959 : Vous n'avez rien à déclarer ?, de Clément Duhour : le docteur Couzan

#### Années 1960
- 1960 : La Française et l'Amour (sketch : Le Divorce) de Christian-Jaque : l’avocat de Danielle
- 1960 : Candide ou l'Optimisme du XXe siècle, de Norbert Carbonnaux : le second policier
- 1960 : Ma femme est une panthère, de Raymond Bailly : le boucher
- 1961 : La Belle Américaine, de Robert Dhéry : Chauveau, le clochard
- 1961 : Le Nazi Gentilhomme, de Raymond Bailly : Halfredo, le gigolo
- 1961 : La Gamberge, de Norbert Carbonnaux : Pétrarque
- 1962 : Le Repos du guerrier, de Roger Vadim : Varange
- 1962 : Nous irons à Deauville, de Francis Rigaud : Lucien Moreau
- 1962 : Les Quatre Vérités (sketch : Le Corbeau et le Renard, d’Hervé Bromberger) : le corbeau
- 1962 : Un clair de lune à Maubeuge, de Jean Chérasse : M. Charpentier, le conférencier
- 1962 : Clémentine chérie, de Pierre Chevallier : l’huissier
- 1962 : Comment réussir en amour, de Michel Boisrond : le commissaire
- 1963 : Carambolages, de Marcel Bluwal : Baudu, le policier qui mène l’enquête
- 1963 : Comment trouvez-vous ma sœur ?, de Michel Boisrond : Varangeot
- 1963 : Bébert et l'Omnibus, d’Yves Robert : M. Barthoin
- 1963 : Des pissenlits par la racine, de Georges Lautner : Jérôme
- 1963 : Les Durs à cuire, de Jack Pinoteau : Rossignol, détective privé
- 1964 : Moi et les hommes de quarante ans, de Jack Pinoteau : M. Bénéchol
- 1964 : Les Combinards, de Jean-Claude Roy : le faux député / le sénateur Bogus
- 1964 : Cent Briques et des tuiles, de Pierre Grimblat : Méloune
- 1964 : Le Petit Monstre, de Jean-Paul Sassy : le valet (film resté inédit)
- 1964 : La Chasse à l'homme, d’Édouard Molinaro : Gaston Lartois
- 1964 : Jaloux comme un tigre, de Darry Cowl : M. Lurot
- 1965 : La Tête du client, de Jacques Poitrenaud : Gaston Bérrien, alias « Monsieur Max »
- 1965 : Le Lit à deux places (sketch : Un monsieur de passage) de François Dupont-Midy : Albert
- 1965 : Quand passent les faisans, d’Édouard Molinaro : M. Ribeiro, entrepreneur
- 1965 : Les Enquiquineurs de Roland Quignon : Martin
- 1965 : Les Baratineurs, de Francis Rigaud : Henri
- 1965 : La Bonne Occase, de Michel Drach : M. Hutin (il est également codialoguiste du film)
- 1966 : Le Caïd de Champignol, de Jean Bastia : Hector
- 1966 : Le Roi de cœur, de Philippe de Broca : Marcel, le coiffeur
- 1966 : Du mou dans la gâchette, de Louis Grospierre : l’armurier
- 1967 : Les Compagnons de la marguerite, de Jean-Pierre Mocky : l'inspecteur Papin
- 1967 : Le Grand Bidule, de Raoul André : Pounet
- 1967 : Le Fou du labo 4, de Jacques Besnard : M. Granger
- 1968 : À tout casser, de John Berry : Aldo Morelli
- 1968 : Ces messieurs de la famille, de Raoul André : Gabriel Pelletier
- 1969 : Un merveilleux parfum d’oseille, de Rinaldo Bassi : le commissaire Le Gac
- 1969 : Appelez-moi Mathilde, de Pierre Mondy : François, le chef des ravisseurs
- 1969 : Qu'est-ce qui fait courir les crocodiles ?, de Jacques Poitrenaud : Achille
- 1969 : Ces messieurs de la gâchette, de Raoul André : Gabriel Pelletier

#### Années 1970
- 1970 : La Liberté en croupe, d’Édouard Molinaro : Paul Cérès
- 1970 : Le Cri du cormoran le soir au-dessus des jonques, de Michel Audiard : Alfred Mullanet
- 1971 : Le Viager, de Pierre Tchernia : Louis Martinet, le retraité centenaire
- 1972 : Tout le monde il est beau, tout le monde il est gentil, de Jean Yanne : Marcel Jolin
- 1972 : Un meurtre est un meurtre, d’Étienne Périer : le commissaire Plouvier
- 1972 : La Belle Affaire, de Jacques Besnard : Paul
- 1972 : Moi y’en a vouloir des sous, de Jean Yanne : Léon
- 1973 : Le Grand Bazar, de Claude Zidi : Félix Boucan
- 1973 : Les Gaspards, de Pierre Tchernia : Jean-Paul Rondin
- 1973 : Les Chinois à Paris, de Jean Yanne : Frégoire Montclair
- 1973 : La Gueule de l'emploi, de Jacques Rouland : l’homme aux différents déguisements / le commissaire
- 1973 : La Main à couper, d’Étienne Périer : Édouard Henricot
- 1974 : Un linceul n'a pas de poches, de Jean-Pierre Mocky : Justin Blesch
- 1974 : C'est pas parce qu'on a rien à dire qu'il faut fermer sa gueule... de Jacques Besnard : Max
- 1975 : L’Ibis rouge, de Jean-Pierre Mocky : Jérémie
- 1975 : Opération Lady Marlène, de Robert Lamoureux : Paulo
- 1975 : La situation est grave mais... pas désespérée !, de Jacques Besnard : Jean-Pierre Mazard
- 1976 : Le Roi des bricoleurs, de Jean-Pierre Mocky : M. Bordin
- 1977 : Préparez vos mouchoirs, de Bertrand Blier : le voisin
- 1978 : L’Argent des autres, de Christian de Chalonge : M. Miremont
- 1978 : La Cage aux folles, d’Édouard Molinaro : Albin Mougeotte, alias « Zaza Napoli »
- 1979 : L’Esprit de famille, de Jean-Pierre Blanc : le docteur Charles Moreau
- 1979 : L’Associé, de René Gainville : Julien Pardot
- 1979 : La Gueule de l’autre, de Pierre Tchernia : Martial Perrin et Gilbert Brossard
- 1979 : Buffet froid, de Bertrand Blier : le quidam (non crédité)
- 1979 : Le Coucou (Il lupo e l’agnello) de Francesco Massaro : Léon, le coiffeur pour dames

#### Années 1980
- 1980 : Pile ou face, de Robert Enrico : Édouard Morlaix
- 1980 : La Cage aux folles 2 d'Édouard Molinaro: Albin Mougeotte, alias « Zaza Napoli »
- 1981 : Garde à vue, de Claude Miller : Me Jérôme Martineau
- 1981 : Malevil, de Christian de Chalonge : le comte Charles-Emile Emmanuel
- 1981 : Les Quarantièmes rugissants, de Christian de Chalonge : Sébastien Barral
- 1981 : Nestor Burma, détective de choc, de Jean-Luc Miesch : le détective Nestor Burma
- 1982 : Les Fantômes du chapelier, de Claude Chabrol : M. Léon Labbé, chapelier
- 1982 : Deux heures moins le quart avant Jésus-Christ, de Jean Yanne : l’empereur Jules César
- 1982 : Mortelle Randonnée, de Claude Miller : le détective Beauvoir, dit « L’œil »
- 1983 : Le Bon Plaisir, de Francis Girod : le ministre de l’Intérieur
- 1983 : À mort l’arbitre, de Jean-Pierre Mocky : Rico
- 1984 : Le Bon Roi Dagobert, de Dino Risi : Otarius
- 1984 : Liberté, Égalité, Choucroute, de Jean Yanne : le roi Louis XVI
- 1984 : Les Rois du gag, de Claude Zidi : Gaëtan, l’acteur, et Robert Wellson, le réalisateur
- 1985 : On ne meurt que deux fois, de Jacques Deray : l’inspecteur Robert Staniland
- 1985 : La Cage aux folles 3 de Georges Lautner : Albin Mougeotte, alias « Zaza Napoli »
- 1985 : Mon beau-frère a tué ma sœur, de Jacques Rouffio : Octave Clapoteau
- 1986 : Le Miraculé, de Jean-Pierre Mocky : Ronald Fox Terrier, l’agent d’assurances
- 1987 : Ennemis intimes, de Denis Amar : M. Baudin
- 1987 : En toute innocence, d’Alain Jessua : Paul Duchêne
- 1988 : Bonjour l'angoisse, de Pierre Tchernia : M. Michaud, cadre timide
- 1988 : Ne réveillez pas un flic qui dort, de José Pinheiro : le commissaire Roger Scatti
- 1989 : Comédie d’amour, de Jean-Pierre Rawson : Paul Léautaud
- 1989 : Joyeux Noël, bonne année (titre original : Buon Natale... buon anno) de Luigi Comencini : Gino

#### Années 1990
- 1990 : Docteur Petiot, de Christian de Chalonge : le docteur Petiot, médecin parisien (il est également coproducteur du film)
- 1991 : La Vieille qui marchait dans la mer, de Laurent Heynemann : M. Pompillus, diplomate fané
- 1991 : Ville à vendre, de Jean-Pierre Mocky : M. Rousselot, le maire
- 1992 : Room Service, de Georges Lautner : M. Luc
- 1993 : Vieille Canaille, de Gérard Jourd’hui : Darius Caunes, artisan graveur
- 1994 : Bonsoir, de Jean-Pierre Mocky : Alex Ponttin
- 1995 : Nelly et Monsieur Arnaud, de Claude Sautet : M. Pierre Arnaud
- 1995 : Le bonheur est dans le pré, d’Étienne Chatiliez : Francis Bergeade
- 1996 : Beaumarchais, l’insolent, d’Édouard Molinaro : le roi Louis XV
- 1997 : Assassin(s), de Mathieu Kassovitz : M. Wagner, tueur à gages
- 1997 : Artemisia, de Agnès Merlet : le peintre Orazio Gentileschi
- 1997 : Rien ne va plus, de Claude Chabrol : Victor, le petit escroc
- 1997 : Le Comédien, de Christian de Chalonge : le comédien
- 1997 : Assassin(s), no comment, documentaire de Amar Arhab : lui-même
- 1999 : Les Enfants du marais, de Jean Becker : Pépé la Rainette

#### Années 2000
- 2000 : Le Libertin, de Gabriel Aghion : le cardinal
- 2000 : Les Acteurs, de Bertrand Blier : lui-même
- 2000 : Le Monde de Marty, de Denis Bardiau : Antoine Berrand, paralysé et muet
- 2000 : Belphégor, le fantôme du Louvre, de Jean-Paul Salomé : Verlac
- 2001 : Une hirondelle a fait le printemps de Christian Carion : Adrien, le paysan
- 2001 : La Folie des hommes / Vajont (La diga del disonore) de Renzo Martinelli : Carlo Semenza, architecte
- 2002 : Le Papillon, de Philippe Muyl : Julien, le collectionneur de papillons
- 2002 : Vingt-quatre Heures de la vie d'une femme, de Laurent Bouhnik : Louis
- 2003 : Le Furet, de Jean-Pierre Mocky : Anzio
- 2004 : Albert est méchant, de Hervé Palud : Albert Moulineau, l’excentrique
- 2005 : Grabuge !, de Jean-Pierre Mocky : le commissaire Lancret
- 2005 : Les Enfants du pays, de Pierre Javaux : Gustave, le vieil autochtone
- 2005 : Joyeux Noël, de Christian Carion : le châtelain
- 2006 : Monsieur Léon, de Pierre Boutron : Dr Chapuis
- 2007 : Le Bénévole, de Jean-Pierre Mocky : Max Birgos
- 2007 : Pars vite et reviens tard, de Régis Wargnier : Hervé Decambrais / Hervé Ducouëdic
- 2007 : Antonio Vivaldi, un prince à Venise, de Jean-Louis Guillermou : le patriarche de Venise

### Voix
- 2003 : Ne quittez pas ! d’Arthur Joffé : la voix de Lucien Mandel

### Figuration
- 1962 : Les Vierges, de Jean-Pierre Mocky

### Courts métrages, documentaires
- 1957 : Ça aussi c'est Paris (court métrage resté inédit) de Maurice Cloche : un reporter
- 1958 : Porte océane (court métrage) d’Ado Kyrou
- 1958 : Musée Grévin (court métrage) de Jacques Demy : l’homme qui pénètre dans le musée
- 1963 : L'Inconnue dans la cité (court métrage) de Claude Guillemot
- 1998 : Article premier (court métrage) de Mathieu Kassovitz
- 2004 : Les Nouveaux Refus (courtmétrage) de Laurent Baffie disponible en bonus du DVD de son film Les Clefs de bagnole : un comédien qui ne veut pas tourner avec Laurent Baffie
- 2004 : Épreuves d'artistes (documentaire) de Samuel Faure et Gilles Jacob : lui-même